# Vívás az 1988. évi nyári olimpiai játékokon
Az 1988. évi nyári olimpiai játékokon a vívás az 1960-as római olimpia óta kialakult szokás szerint nyolc versenyszámból állt. Férfi vívásban egyéni és csapatversenyt tartottak mindhárom fegyvernemben,   női vívásban csak tőr egyéni és csapatverseny szerepelt a programban.

## Éremtáblázat
(A magyar csapat eltérő háttérszínnel, az egyes számoszlopok legmagasabb értéke, vagy értékei vastagítással kiemelve.)
| Az 1988. évi nyári olimpiai játékok éremtáblázata vívásban | Az 1988. évi nyári olimpiai játékok éremtáblázata vívásban | Az 1988. évi nyári olimpiai játékok éremtáblázata vívásban | Az 1988. évi nyári olimpiai játékok éremtáblázata vívásban | Az 1988. évi nyári olimpiai játékok éremtáblázata vívásban | Olimpia  |
| ---------------------------------------------------------- | ---------------------------------------------------------- | ---------------------------------------------------------- | ---------------------------------------------------------- | ---------------------------------------------------------- | -------- |
|                                                            | Ország                                                     | Arany                                                      | Ezüst                                                      | Bronz                                                      | Összesen |
| 1.                                                         | NSZK (FRG)                                                 | 3                                                          | 3                                                          | 1                                                          | 7        |
| 2.                                                         | Franciaország (FRA)                                        | 2                                                          | 1                                                          | 0                                                          | 3        |
| 3.                                                         | Szovjetunió (URS)                                          | 1                                                          | 1                                                          | 3                                                          | 5        |
| 4.                                                         | Olaszország (ITA)                                          | 1                                                          | 1                                                          | 2                                                          | 4        |
| 5.                                                         | Magyarország (HUN)                                         | 1                                                          | 0                                                          | 2                                                          | 3        |
|                                                            |                                                            |                                                            |                                                            |                                                            |          |
| 6.                                                         | Lengyelország (POL)                                        | 0                                                          | 1                                                          | 0                                                          | 1        |
| 6.                                                         | NDK (GDR)                                                  | 0                                                          | 1                                                          | 0                                                          | 1        |
|                                                            |                                                            |                                                            |                                                            |                                                            |          |
| Összesen                                                   | Összesen                                                   | 8                                                          | 8                                                          | 8                                                          | 24       |

## Érmesek

### Férfi
| Az 1988. évi nyári olimpiai játékok férfi érmesei vívásban | | | |
| Versenyszám                                                | Arany | Ezüst | Bronz |
| tőr, egyéni                                                | Stefano Cerioni · Olaszország (ITA)                                                                                | Udo Wagner · NDK (GDR)                                                                                          | Aljakszandr Ramanykov · Szovjetunió (URS)                                                                          |
| kard, egyéni                                               | Jean-François Lamour · Franciaország (FRA)                                                                         | Janusz Olech · Lengyelország (POL)                                                                              | Giovanni Scalzo · Olaszország (ITA)                                                                                |
| párbajtőr, egyéni                                          | Arnd Schmitt · NSZK (FRG)                                                                                          | Philippe Riboud · Franciaország (FRA)                                                                           | Andrej Suvalov · Szovjetunió (URS)                                                                                 |
| tőr, csapat                                                | Szovjetunió (URS) · Aljakszandr Ramanykov · İlqar Məmmədov · Vladimer Apciauri · Anvar Ibragimov · Borisz Koreckij | NSZK (FRG) · Thorsten Weidner · Matthias Behr · Ulrich Schreck · Matthias Gey · Thomas Endres                   | Magyarország (HUN) · Érsek Zsolt · Szekeres Pál · Szelei István · Busa István · Gátai Róbert                       |
| kard, csapat                                               | Magyarország (HUN) · Nébald György · Szabó Bence · Csongrádi László · Bujdosó Imre · Gedővári Imre                 | Szovjetunió (URS) · Szergej Mingyirgaszov · Mihail Burcev · Heorhij Pohoszov · Andrej Alsan · Szergej Korjaskin | Olaszország (ITA) · Massimo Cavaliere · Gianfranco Dalla Barba · Marco Marin · Ferdinando Meglio · Giovanni Scalzo |
| párbajtőr, csapat                                          | Franciaország (FRA) · Frédéric Delpla · Jean-Michel Henry · Olivier Lenglet · Philippe Riboud · Éric Srecki        | NSZK (FRG) · Elmar Borrmann · Volker Fischer · Arnd Schmitt · Thomas Gerull · Alexander Pusch                   | Szovjetunió (URS) · Andrej Suvalov · Pavel Kolobkov · Vlagyimir Reznyicsenko · Mihajlo Tisko · Igor Tyihomirov     |

### Női
| Az 1988. évi nyári olimpiai játékok női érmesei vívásban |                                                                                                  | | |
| Versenyszám                                              | Arany                                                                                            | Ezüst | Bronz                                                                                                   |
| tőr, egyéni                                              | Anja Fichtel · NSZK (FRG)                                                                        | Sabine Bau · NSZK (FRG)                                                                                              | Zita-Eva Funkenhauser · NSZK (FRG)                                                                      |
| tőr, csapat                                              | NSZK (FRG) · Sabine Bau · Anja Fichtel · Zita-Eva Funkenhauser · Christiane Weber · Annette Klug | Olaszország (ITA) · Francesca Bortolozzi · Annapia Gandolfi · Dorina Vaccaroni · Lucia Traversa · Margherita Zalaffi | Magyarország (HUN) · Jánosi Zsuzsa · Stefanek Gertrúd · Szőcs Zsuzsanna · Tuschák Katalin · Kovács Edit |

## Magyar részvétel
Az olimpián a magyar vívók összesen 
- egy első,
- két harmadik,
- egy negyedik,
- két ötödik és
- két hatodik

helyezést értek el, és ezzel huszonnégy olimpiai pontot szereztek. Ezzel az eredménnyel a vívás lett a magyar csapat negyedik legeredményesebb sportága.
Az érmes magyar vívókon kívül pontszerző helyen végeztek:
- 4. helyezett
  - Jánosi Zsuzsa, tőr, egyéni
- 5. helyezett
  - Érsek Zsolt, tőr, egyéni
  - Nébald György, kard egyéni
- 6. helyezett
  - Stefanek Gertrúd, tőr, egyéni
  - párbajtőr csapat (Fábián László, Hegedűs Ferenc, Kolczonay Ernő, Pásztor Szabolcs, Székely Zoltán)